# Norton St Philip
Norton St Philip est un village et une paroisse civile du Somerset, en Angleterre. Situé entre Bath et Frome, dans le district de Mendip, il comptait 848 habitants au moment du recensement de 2001.
L'église paroissiale de Norton St Philip, dédiée aux saints Philippe et Jacques, remonte au XIVe siècle. C'est un monument classé de Grade II* depuis 1968.